# Santa María Regla
Santa María Regla es una localidad de México perteneciente al municipio de Huasca de Ocampo en el estado de Hidalgo.

## Geografía

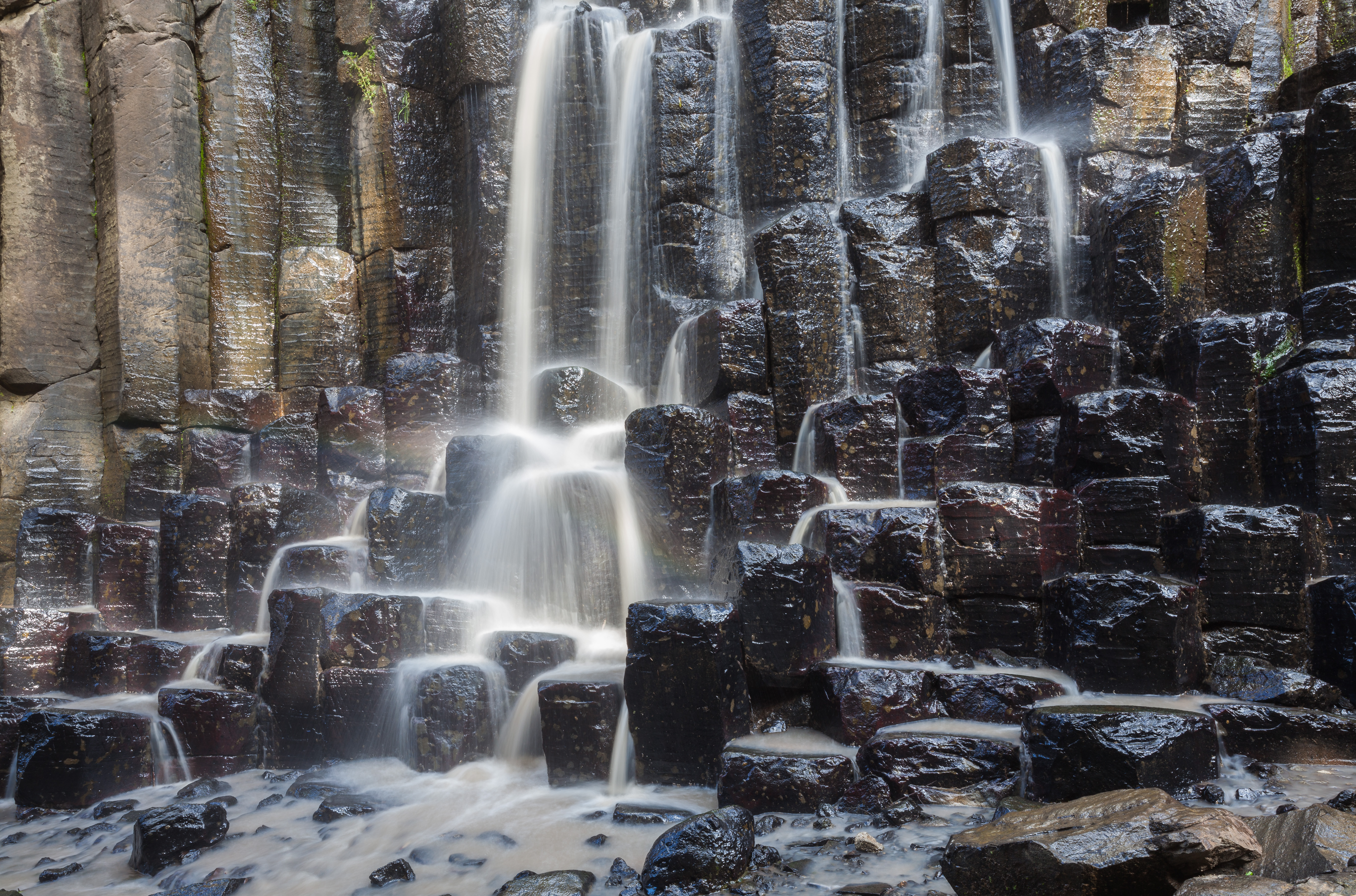
Prismas basálticos de Santa María Regla.

La localidad se encuentra en la os límites de las regiones geográficas de la Sierra Baja y la Comarca Minera; le corresponden las coordenadas geográficas 20° 14’ 20.411” de latitud norte y 98° 33’ 43.435” de longitud oeste, con una altitud de 1997 m s. n. m. Se encuentra a una distancia aproximada de 4.06 kilómetros al noreste de la cabecera municipal, Huasca.
En cuanto a fisiografía se encuentra dentro de las provincia del Eje Neovolcánico, dentro de la subprovincia de Llanuras y Sierras de Querétaro e Hidalgo; su terreno es de llanura y sierra. En lo que respecta a la hidrografía se encuentra posicionado en la región del río Panuco, dentro de la cuenca del río Moctezuma, en la frontera de las subcuencas del río Metztitlán. Cuenta con un clima templado subhúmedo con lluvias en verano, de humedad media.
Los Prismas basálticos de Santa María Regla son una formación rocosa sobre la que cae un pequeño salto de agua. Son el resultado del enfriamiento lento de la lava hace varios millones de años. De esta manera se formaron las columnas de basalto de 5 o 6 caras, unas en posición vertical y otras horizontal.

## Demografía
En 2020 registró una población de 154 personas, lo que corresponde al 0.87 % de la población municipal. De los cuales 67 son hombres y 87 son mujeres. Tiene 42 viviendas particulares habitadas.
| Gráfica de evolución demográfica de Santa María Regla entre 1921 y 2020                      |
|                                                                                              |
| Población de los censos y conteos del Instituto Nacional de Estadística y Geografía (INEGI). |

## Cultura

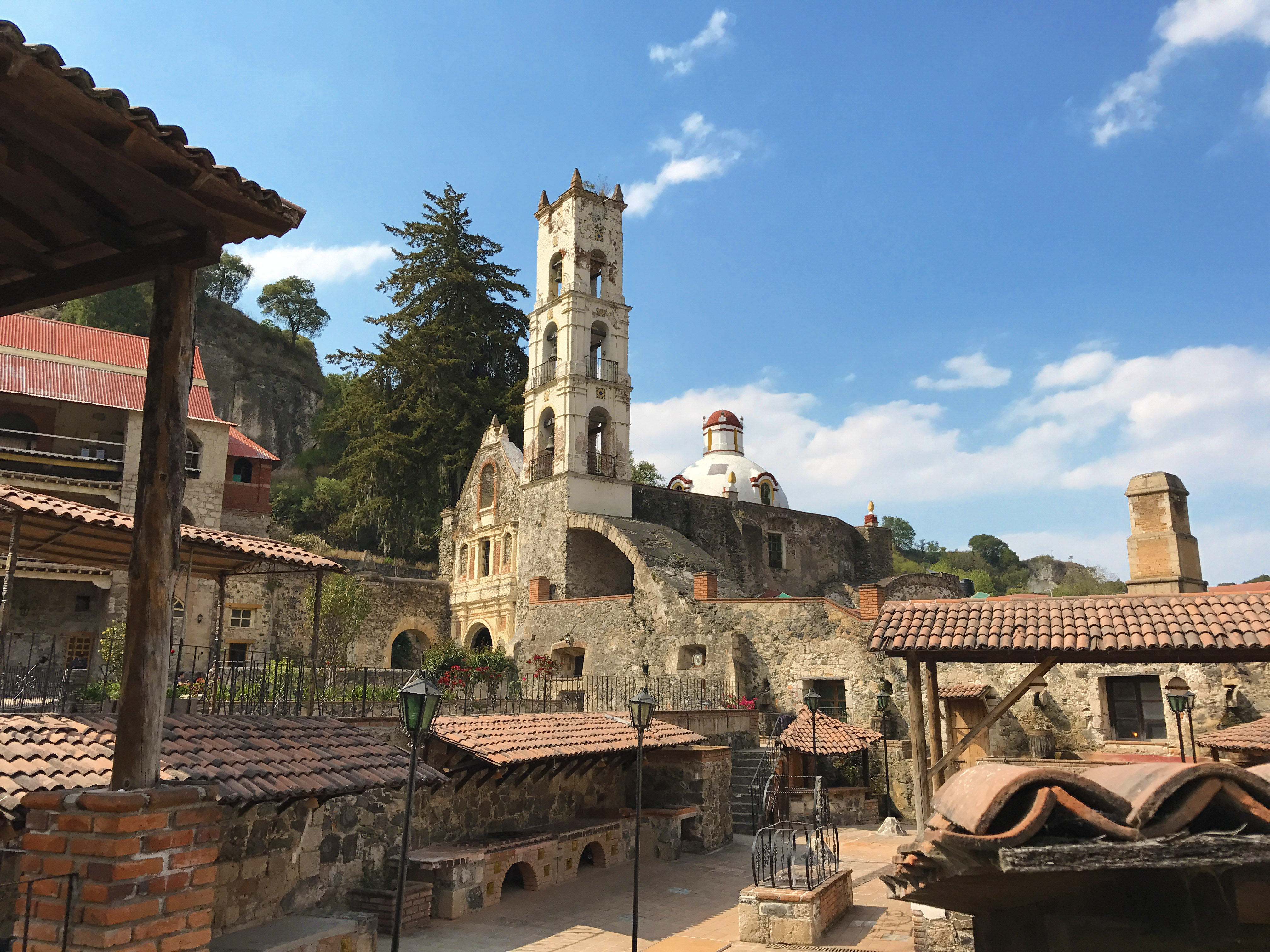
Hacienda de Santa María Regla.

La Hacienda de Santa María Regla, esta construcción del siglo XVIII que fuera la residencia del conde de Regla, don Pedro Romero de Terreros. Esta fue la primera hacienda de beneficio de la plata que existió en la región y aún conserva gran parte de sus patios y arquitectura, principalmente su capilla con su fachada de estilo barroco sobrio y una elevada torre anexa. Se localiza en Santa María Regla, 4 km al noreste de Huasca de Ocampo.

## Economía
La localidad tiene un grado de marginación medio y un grado de rezago social muy bajo.